# 朴正文
朴 正文(パク　チョンムン、박정문, 1946年6月20日~）は日本に住む在日コリアン2世であり人民芸術家称号（人間国宝）・世界最高功労賞受賞者である。
世界最高功労賞とはそれぞれの専門分野での、人類の幸福と世界の平和の為の功績顕著の個人の顕彰を目的に米国カルフォルニア州に本部をおく国際学士院大学によって2009年により創設された賞である。
過去の受賞者彼を含め13名となる。
画家・朴正文は在日コリアン２世として異国の地、日本で生まれた。
『在日コリアン』に対する厳しい民族的差別を受けながらも、堂々と生き民族愛と誇りを持つ人間になるようにと父母に育てられる。
小学校では日本の学校に通ったが彼は友達からも信望が厚く、小学６年生では生徒会会長として意義ある学生生活を送り、小学校時代にはすでに絵の才能の片鱗を見せており、スイスで行われた国際コンクールで入賞するなど将来を嘱望された。
しかし画家として芸術の道に携わることになったのは東京にある朝鮮高校卒業間近であった。
高校卒業後、いくつもの美術研究所に通って基礎デッサンを学び、太平洋美術学校、そして林武や鶴岡義雄など名だたる洋画家を輩出した日本美術学校を優秀な成績で卒業後、民族学校の美術教師を振り出しに舞台美術、宣伝美術を担う仕事に従事する傍ら、絵を描き続けた。
リアリズム的創作手法を駆使して彼が一貫して描いてきたのは分断された祖国の統一を願う心情と在日同胞の民族愛。
それらを真っ白な美しいキャンバスに、宝石のように鮮やかな色彩で表現しているのだ。
また国を代表する多くの美術家達と交流を深める事で、画家として揺るぎない信念、貴重な経験、実力を積み重ねていった彼は数多くの国家美術展に出品し、上位入賞を果たし1995年に国家から名誉ある『功勲芸術家称号』が拝受された。
実は日本以上に『画家・朴正文』の名声は朝鮮の人々、美術家に広く知られている。
彼の創作意欲と才能、思索と情熱込めた数々の作品は祖国の美術界にも寄与しており、『国宝』作品として油彩画８点が国立朝鮮美術博物館に所蔵され、権威ある同美術館で常設展示されている。
代表作『チョゴリ』は民族服で学校に通う少女達に差別的行為を行ったものに対する激しい怒りを表現した作品であり、『朝鮮の21世紀の名画』として認定された。
また『剣の舞ー炎ー』は朝鮮舞踊をモチーフに、分断された祖国の悲劇と怒りを悠久の美意識と崇高な精神世界繁栄させた彼の代表作の一つとして評価されている。
様々な問題を豊かな芸術性へと昇華させた絵画作品を通じて、彼は自ら属する民族に誇りを持ちつつ平和を願う思いを社会に向けて訴えているのだ。
海外の活動では、2010年オーストラリアの首都ウィーンの応用美術博物館（MAK）で開催された展示会『朝鮮民主主義人民共和国の美術と建築』に代表作品として出品し、ここでも高く評価された。
公式図録では数多い油彩画の代表作品群のトップに彼の作品２点が紹介されている。
日本での活動では、2006年12月に赤坂プリンスホテル主催・読売・日本テレビ文化センター本部の協力による『アート・クラフトの祭典』に選抜され、油彩画・パステル画50点及び生徒作品150点を展示した。
2008年9月に東京の松屋銀座にて『朴正文個展』を開催。
6日間の会期中に3800人来場者が訪れた。
この個展は多くのマスコミが詰めかけるなど、大きな成功を収めた。
松屋銀座の個展において、このように観覧者が来場するのは松屋銀座が始まって以来の事と言う。
さらに、読売カルチャー創業30周年記念『第一回読売美術展』（2011年）では入場者が選ぶ講師部門でグランプリである『講師優秀賞』を受賞。
そのほか、同年に韓国で開催された韓国麗水EXO万博において『麗水世界平和海洋国際美術展』招待作家として計8点を出品し、2012年東京ドームで開催された『世界らん展日本大賞2012』でも読売・日本テレビ文化センターの講師の代表として特別出品している。
2012年には招待作家として初の公募団体・新極美術協会、東京都美術館の『極美展』に出品しバングラディッシュ大使館賞を受賞。
その後文部科学大臣賞、外務大臣賞、大賞、ミャンマー・モンゴルの各大使館賞、功労賞を受賞。
2017年世界最古国際公募展である、パリ『ル・サロン』にパステル画『寂寥』を初出品ブロンズ賞受賞。
そして２年目にして会員に推挙された。
初出品でのブロンズ賞の受賞は美術世界の歴史でも稀な事である。
『ル・サロン』は画家として、世界の登竜門であり現代絵画の父と言われてるポール・セザンヌは21年連続落選したと知らされている。
2019年4月20日から24日まで『朴正文&生徒作品選抜展』（主催：アートジャーナル社、上野の森美術館）が、上野の森美術館で開催された。
この個展ではスペイン、モンゴル、朝鮮、韓国、中国、日本の100社となる企業、団体が協力協賛として絶大なる支持を受け、素晴らしい個展となった。
会期５日間の来場者数は延べ4600人を超え、個展としては歴史的来館数となり成功裏に幕を閉じた。
2021年6月には朝鮮民主主義人民共和国より朝鮮芸術家の最高称号である『人民芸術家称号』を拝受された。
油彩画では過去称号受賞者は9名で、現在現役作家は5名となり在日では唯一の称号受賞者である。
2021年11月に画家として最高の夢である東京・銀座にて朴正文常設画廊『ギャラリー・ル・メイユール』をオープン。

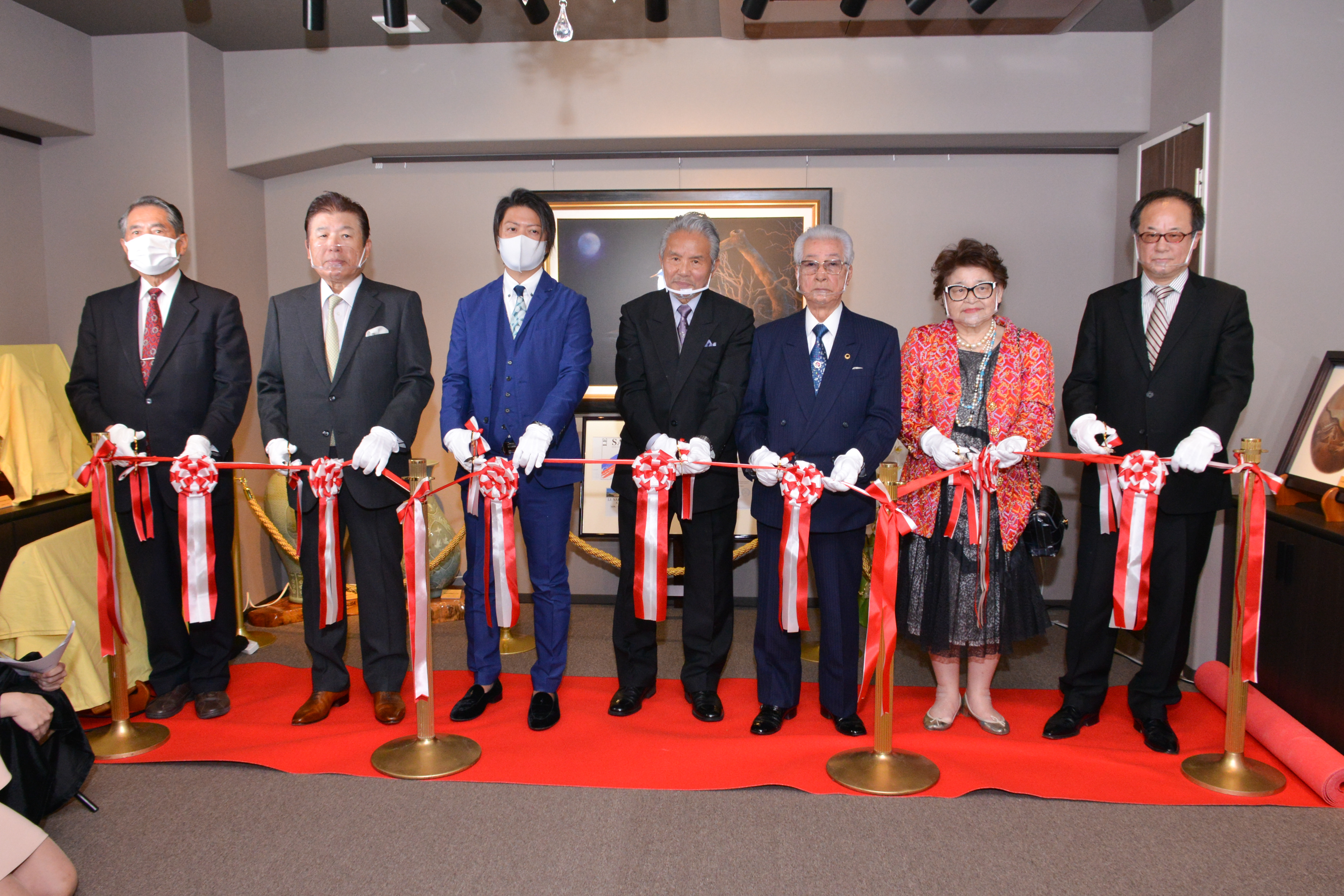

この式典には報道陣をはじめ、著名人、そして芸能界の方々も出席し、盛大なオープニングテープカットと叙々苑にてパーティーが行われた。

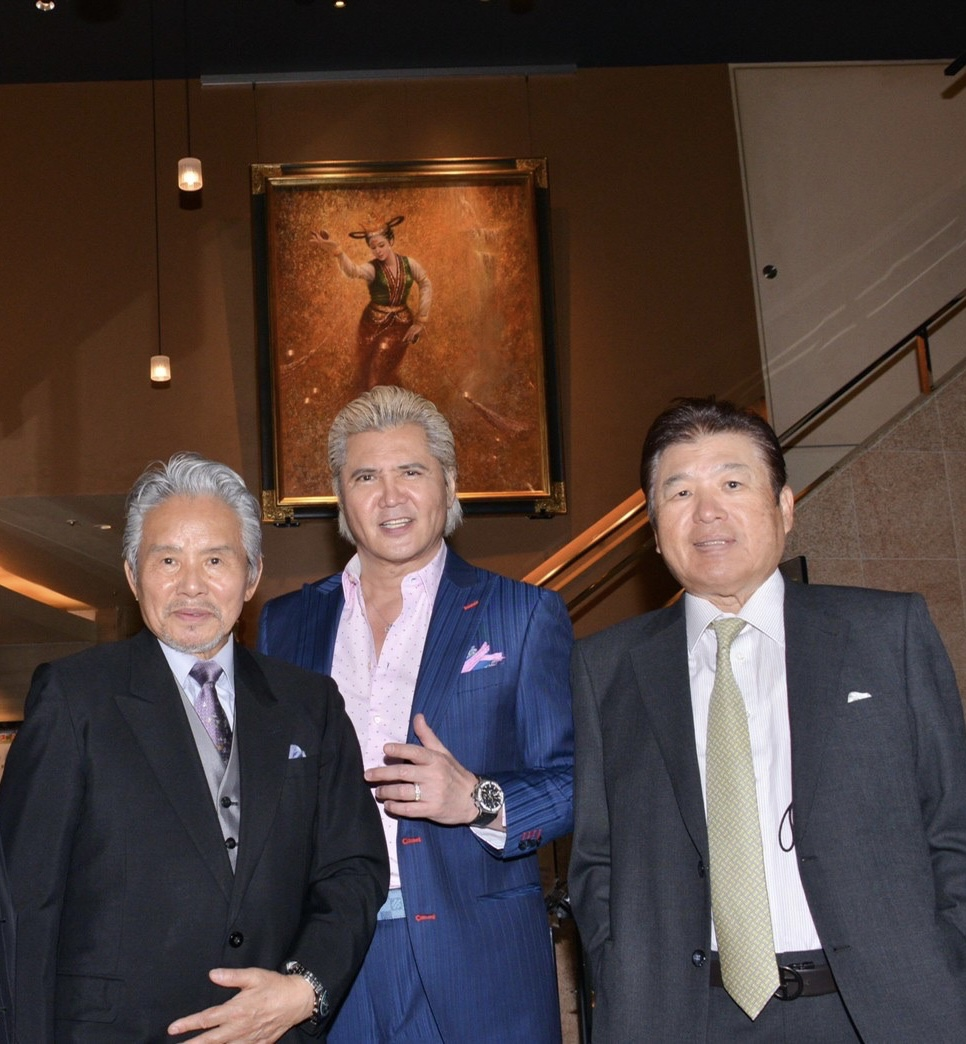

現在完全予約制ではあるがギャラリーの評判を呼び、来場者が訪れて大きな感動を与えている。
ギャラリーには油彩画、パステル画、そして過去受賞した褒章と共に彼のコレクションである朝鮮の名陶作家の現代高麗青磁及び、数々の陶磁器が絵画作品と共に展示されている。
2022年バイヤーズガイド・ジャパンにて芸術の殿堂『Hall of Arts』認定作家として受賞。
今回の5年連続受賞は三名で文化勲章受賞者の日本を代表する奥谷 博、絹谷 幸二と彼のみである。
彼は日本に住みながら自らのルーツに向き合って民族の文化と伝統、矜持を絵筆で表現している。
それだけではなくその作品と幅広い活動で朝鮮と日本そしてアジアの芸術を通して平和と友好親善の架け橋として邁進し続けるのだ。
『自らのルーツに向き合い、分断された祖国の様々な問題を卓越した芸術性によって、自らの作品にその想いを反映させる画伯の、悠久の平和を願う崇高なメッセージは、見るものを魅了し感動の世界に導く。確信を持って未来を見つめながら。』

《現在》
（一・社）新極美術協会副会長 審査委員/ 新日本美術院 国際顧問 審査委員/ フランス芸術家協会（ル・サロン）会員/　A.M.S.Cスペイン芸術家本部会員/ パジェ・デ・ロス・スエニョス財団会員/ 読売・日本テレビ文化センター美術講師/ 朝鮮美術家同盟正会員/　在日本朝鮮文学芸術家同盟 中央委員/ 人民芸術家称号/ 功勲芸術家称号/ エピスリィアステリオン（高位の星）称号拝受

## 受賞
| 1981年  | 国家美術展初出店 油彩画「オンマー！」朝鮮美術博物館所蔵作品第3位入賞 |
| 1995年  | 「功勲芸術家」称号拝受・「汽車よ響け！」国家美術展3位入賞朝鮮美術博物館所蔵 |
| 2002年  | 国家美術展及び平壌美術祝典油彩画「チョゴリ」出品、朝鮮美術博物館所蔵作品1位入賞 総合2位受賞及び祝典賞                                                                                                  |
| 2011年  | 読売カルチャー創業30周年記念「第一回読売美術展」出品作「菩提薩埵(ポリサルタ)」が2000人の来場者投票より講師優秀賞受賞                                                                                   |
| 2012年  | 「世界らん展日本大賞2012」東京ドーム特別出店(油彩画・パステル画6点） 韓国麗水EXPO万博、「麗水世界平和海洋美術祭典」特別出品 計8点                                                                      |
| 2013年  | ～第19回極美展(初出品)バングラディッシュ大使館賞(東京都美術館) ’14第20回極美展 極美大賞＆ミャンマー大使館賞 ’15第21回極美展 文部科学大臣賞 ’16第22回極美展 モンゴル大使館賞 ’17第23回極美展 極美功労賞 |

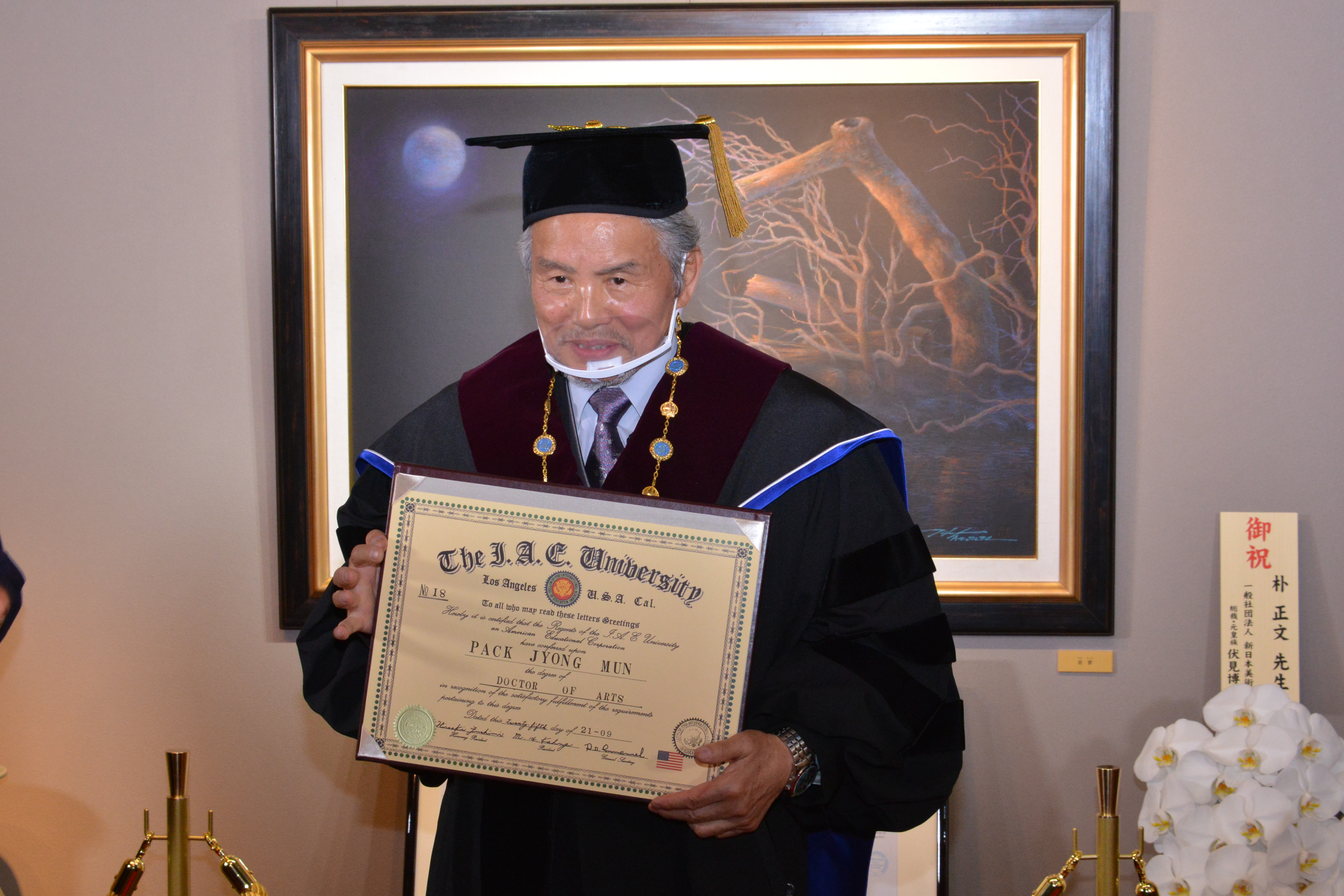

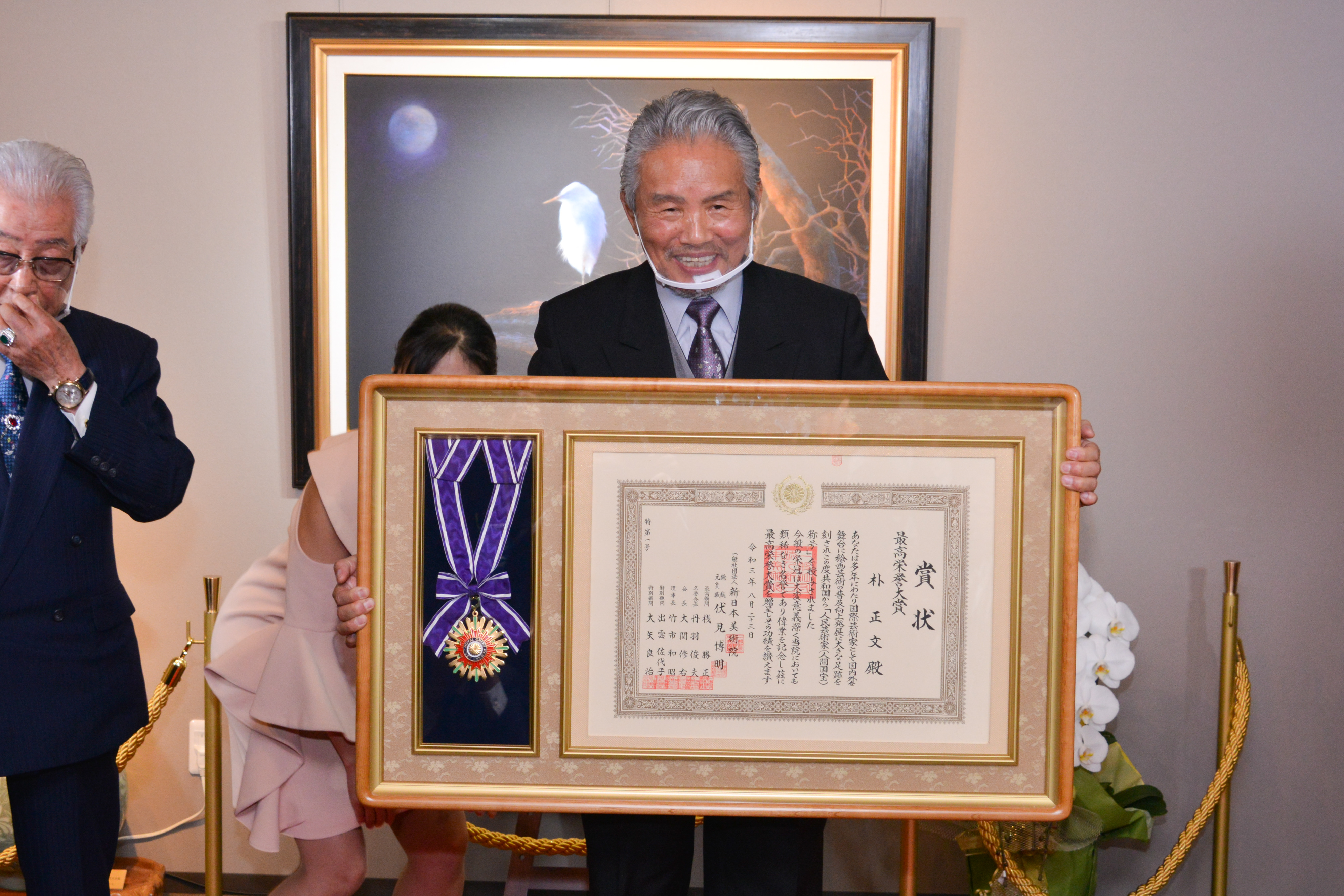

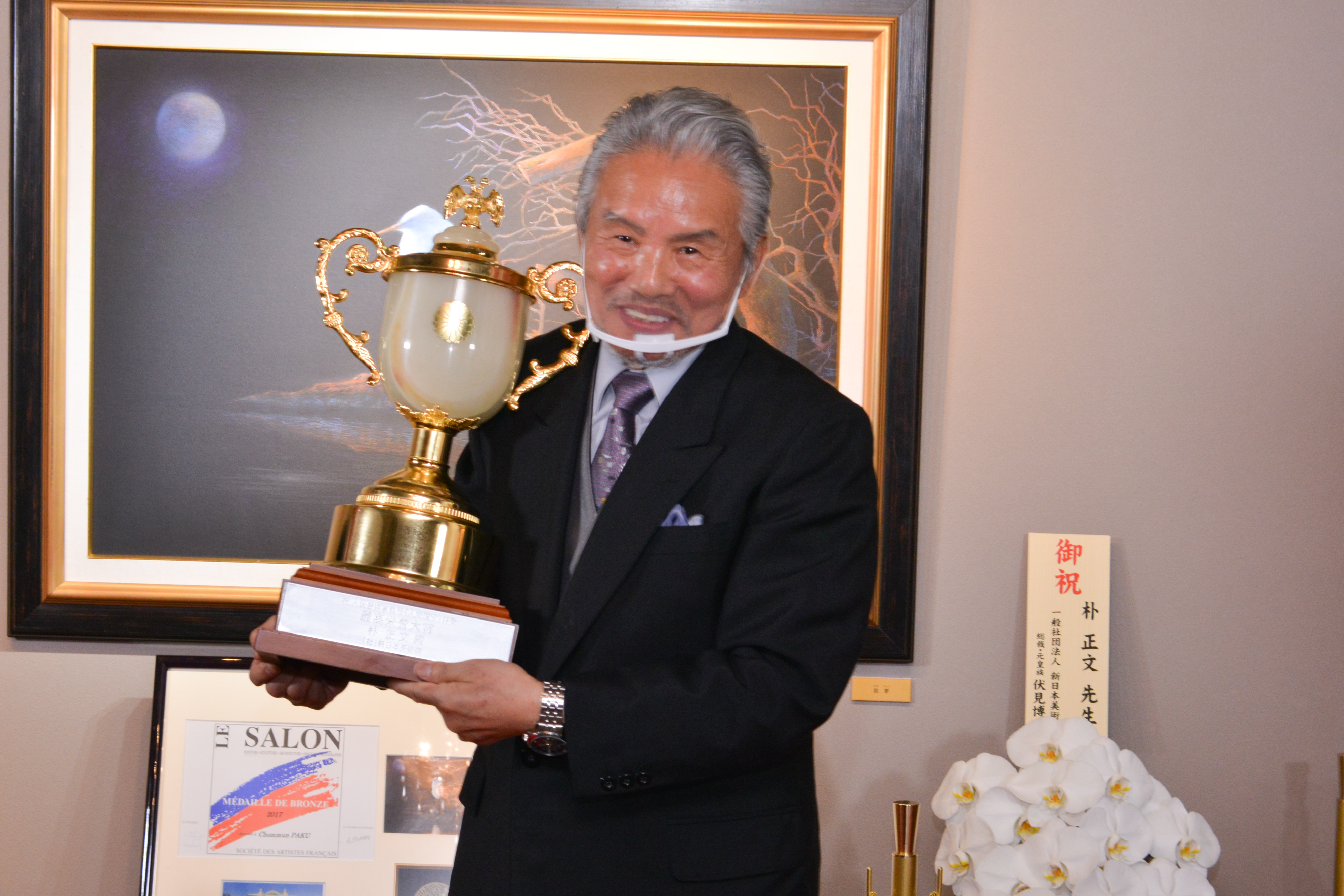

| 2015年  | 国家美術展 油彩画200号「踏みにじられた鳳仙花」功労賞、国宝指定朝鮮美術博物館所蔵作品 計8点国宝指定作品                                                                                                 |
|         | カハラ・アートフェア パステル画「金剛山仙女」バングラディッシュ国立美術館・名誉賞 |
| ２017年 | パリ＜ル・サロン＞「寂寥」初出店 ブロンズ賞/A・M・S・Cスペイン芸術家本部賞/雪丹国際美術展「月下美人」来場者選抜オーディエンス賞                                                                        |
| ２018年 | 第24回極美展 外務大臣賞＆叙々苑賞 |
|         | バイヤーズ・ガイドジャパンより世界に発信する21世紀国際アーティスト 「エピスリィアステリオン(高位の星称号)」受賞                                                                                        |
|         | 中・韓国際美術展 栄誉賞 |
| ２019年 | 「エランドール＜黄金の翼＞芸術賞」受賞 |
|         | 韓国美術協会「海外特別功労賞」受賞ー(朝鮮・韓国にて両国より功労賞受賞） |
| ２020年 | 新日本美術院主催「第52回新院展」特別出品 参議院議長賞 |
|         | バイヤーズ・ガイドジャパンより「ル・メイユール＜最高峰＞芸術賞」受賞 |
| ２021年 | バイヤーズ・ガイドジャパンより世界へ発信する21世紀国際派アーティスト「テソロス デル アルテ(至宝の芸術賞)」受賞                                                                                         |
|         | 第27回マスターズ大東京店「グランプリ」最高賞受賞 |
|         | 朝鮮民主主義人民共和国「人民芸術家称号」拝受(人間国宝) |
|         | 名誉芸術学博士 |
|         | 世界最高功労賞 |
|         | 第43回国際H.M.A芸術祭グランプリ受賞 |
| 2022年  | バイヤーズ・ガイドジャパンにより 世界へ発信する21世紀国際派アーティスト 「Hall of Arts（芸術の殿堂）」 受賞                                                                                            |

## 個展及び展示会、常設ギャラリー
1. ↑  https://www.ync.ne.jp/contents/2021/11/post_452.php

- 2006年　赤坂プリンスホテル主催「アートクラフトの祭典」

　　　　　　作品50点及び受講者作品150点展示
- 2008年　松屋銀座・7階画廊で個展　3600人が来場
- 2019年　上野の森美術館にて＜朴正文個展＞4日間で4500人来場(企業・団体より100社に及ぶ協力、協賛）
- 2021年11月21日　銀座にて常設ギャラリー『GALLERY LE MEILLER』オープン 東京都中央区銀座5-14-14 サンリット銀座ビル 7F  TEL  /  FAX：03-6278-7784

## 代表作
- 1992年　油彩画　『剣の舞』
- 1995年　油彩画　『壁画の舞姫』
- 2015年　パステル画　『寂寥』